# Salaspils pagasts
Salaspils pagasts er en territorial enhed i Salaspils novads i Letland. Pagasten havde 5.060 indbyggere i 2010 og omfatter et areal på 114,10 kvadratkilometer. Hovedbyen i pagasten er Salaspils.